# Aleksandr Netchaïev (folkloriste)
Pour les articles homonymes, voir Netchaïev.
Aleksandr Nikolaïevitch Netchaïev (en russe : Александр Николаевич Нечаев), né le 20 avril 1902, mort le 24 décembre 1986, est un écrivain russe et soviétique, folkloriste, collecteur et rédacteur-publicateur de contes populaires russes.

## Biographie
Né dans un petit village du gouvernement d'Olonets, aujourd'hui dans le raïon de Plessetsk de l'oblast d'Arkhangelsk, il est dès l'enfance sensibilisé aux contes populaires, de par sa mère et un conteur local, Polikarp. Il fréquente l'école de Poudoj avant de commencer à travailler comme ouvrier du bâtiment. Il sert dans un détachement de réquisition alimentaire (prodotriad).
En 1923, sur proposition du Komsomol, Netchaïev est employé à la construction d'une usine de cellulose près de Petrograd. Incorporé dans l'Armée rouge, il reviendra ensuite travailler dans cette usine en tant qu'ouvrier de fabrication.
En 1927, il fait la rencontre d'Anatoli Lounatcharski, commissaire du peuple à l'Instruction publique, qui s'intéresse à ses connaissances des traditions populaires, et l'encourage à s'inscrire à l'Institut d'Histoire de l'Art de l'Université de Léningrad. À partir de 1930, il est chercheur au sein du département Folklore de cet institut. Il commence à donner des cours de russe et de littérature, et publie ses premières études aux éditions La Jeune Garde. Il fréquente des écrivains comme Alekseï Tolstoï ou Anna Akhmatova.
De 1932 à 1936, il participe à plusieurs expéditions d'études folkloristiques en Carélie, ainsi qu'autour du lac Onega et de la Mer blanche, et publie sa première œuvre importante, sur les danses populaires caréliennes. De 1934 à 1938, il est membre de l'Institut de recherche de Langues et de Littérature de Carélie, à Petrozavodsk. Il publie en 1937 un recueil de bylines.
Son activité de recherche sur le terrain débouche en 1938 sur la publication des Contes de la Mer Blanche (Belomorskie skazki), pour lesquels il a mis à contribution le pêcheur et conteur Matveï Korgouïev. Un autre manuscrit de contes, recueillis auprès du marin F. Svin'in, sera perdu pendant la Deuxième Guerre mondiale. L'importance et la qualité de la mise en forme de ces contes par Netchaïev est remarquée, entre autres, par le folkloriste Mark Azadovsky et par Vladimir Anikine.
En 1939, sur recommandation d'Alekseï Tolstoï, il est admis à l'Union des écrivains soviétiques. Un projet de recueil de contes en cinq volumes, sous la direction d'A. Tolstoï et qui devait réunir N. Rybakov, N.P. Andreev et Netchaïev, est interrompu par la guerre. Netchaïev s'engage comme volontaire et combat sur le front de Léningrad. Blessé, il est démobilisé en 1943.
Après la guerre, il étudie à l'Institut ethnographique de l'Académie des Sciences d'URSS et travaille comme chercheur à l'Institut de littératures du monde. Il traduit des prosateurs ukrainiens et biélorusses, collabore à divers journaux et revues. Toujours attiré avant tout par le folklore, il publie le recueil L'Anneau magique – contes populaires russes, puis Ivan Men'choï – razoumom bol'choï,  qui obtient une très grande popularité : réédité une trentaine de fois en russe, son tirage global dépassera les 10 millions d'exemplaires.
Il publie encore un recueil, Skazki (« Contes) », en 1972, et un autre en 1983 chez un éditeur pour la jeunesse : Tchoudesnye iagody (« Les Baies merveilleuses »). En tout, il aura préparé et fait paraître environ 60 livres de contes et de bylines au cours de sa vie, ainsi que des travaux de recherche de fond. Il a été traduit dans de nombreuses langues, occidentales aussi bien que d'ex-URSS.
Dans les dernières années de sa vie, il publie des mémoires de ses rencontres avec des personnalités littéraires et politiques. Il restera toujours attaché à sa terre natale du nord, même s'il a pu regretter que celle-ci ne lui ait pas toujours rendu la pareille.
Il meurt le 24 décembre 1986, et est inhumé au cimetière Danilovsky du Monastère Donskoï, à Moscou.

## Sources
- Notice détaillée sur Literatournaïa karta Arkhangelskoï oblasti (Carte littéraire de l'oblast d'Arkhangelsk)